# Chlumetia griseapicata
Chlumetia griseapicata là một loài bướm đêm trong họ Noctuidae.